# Синкопа (лингвистика)
Синко́па (др.-греч. συγκοπή, дословно — «рубка, сечка, измельчение») в лингвистике — фонетическое явление, заключающееся в выпадении, как правило, безударного звука, или группы звуков, или даже целого слога в слове (чаще всего в середине слова, так как для обозначения выпадения в начале и конце слова есть отдельные понятия — афереза и апокопа соответственно).
Например, Иваныч при полном Иванович.
В широком смысле синкопу можно считать синонимом схожего фонетического явления — элизии, так как под синкопой подразумевается прежде всего также выпадание гласного между согласными. Например:
латинское tabula → испанское tabla.
в немецком языке gerade (просто) стало произноситься grad (где «а» долгое).

## Афереза, синкопа и апокопа в итальянском
В итальянском языке помимо элизии (выпадения последнего гласного) также наблюдаются выпадания целых слогов, которые при этом не маркируются апострофом (как в случае элизии). Называться это явление может по-разному:
- афереза (afèresi) — опускание слога в начале слова;
- синкопа (sincope) — опускание слога в середине слова;
- апокопа (apocope, также troncamento) — опускание последнего слога (без присоединения последующего слова).

## Синкопа в античном и английском стихосложении
Явление наиболее характерно для устной речи, но встречается в стихосложении как поэтический приём, например,
- в античном стихе встречается др.-греч. ἐμβῆναι вместо ἐνίος βῆναι,
- лат. deum вместо deorum, mi вместо mihi, nil вместо nihil,
- в английском стихе вместо проброшенных гласных обычно используется апостроф: вместо англ. hastening — hast’ning, вместо it is — it’s.